# 고흥 백치성
고흥 백치성(高興 栢峙城)은 대한민국 전라남도 고흥군 도화면 신호리에 있는 백제의 성이다. 2002년 11월 27일 전라남도의 기념물 제209호로 지정되었다.

## 개요
백치성은 천등산(해발 550m)에서 비봉산(해발 447.6m)으로 연결되는 능선의 중간부분인 당치(해발 207.6m) 정상부를 둘러싼 산성이다. 특히 지리적으로 백치성에서 북쪽의 고흥 독치성(전남기념물 제208호)과 남서쪽의 고흥 오치 음성(전남기념물 제210호)이 눈으로 관찰될 정도로 가까운 곳에 위치하고 있다.
돌로 쌓은 산성으로 성의 총 둘레는 444m이며, 평면형태는 남북방향으로 직사각형이다.
성 안에는 건물터로 추정되는 4곳이 남아 있다. 이 성에서 출토된 유물은 기와류가 대부분인데 격자문·선문·무문·복합문 등의 평기와 조각이다.
백치성은 성이 자리잡은 위치 및 쌓은 방법, 출토 유물 등으로 보아 백제시대에 처음으로 쌓았던 산성으로 추정된다. 백치성은 고흥 독치성, 고흥 남양리 산성(전남기념물 제207호)과 함께 전남 동부지역의 백제산성을 이해하는데 매우 중요한 자료로서 역사적·학술적 가치가 크다.

## 참고 자료
- 고흥 백치성 - 국가유산청 국가유산포털